# The Fugitive (film 1913 France)
The Fugitive è un cortometraggio muto del 1913 diretto da Charles H. France. Prodotto dalla Selig Polyscope Company da una sceneggiatura di T.W. Robertson, aveva come interpreti John Lancaster, Lillian Leighton, Palmer Bowman, Darel Goodwin.

## Produzione
Il film fu prodotto dalla Selig Polyscope Company.

## Distribuzione
Distribuito dalla General Film Company, il film - un cortometraggio di 225 metri - uscì nelle sale cinematografiche statunitensi il 13 marzo 1913. Nelle proiezioni, veniva programmato con il sistema dello split reel, accorpato in un'unica bobina con un altro cortometraggio prodotto dalla Selig, il documentario The Great Wall of China.